# Willgottheim
Willgottheim település Franciaországban, Bas-Rhin megyében. Lakosainak száma 1065 fő (2022. január 1.). Willgottheim Durningen, Hohengœft, Neugartheim-Ittlenheim, Landersheim, Rangen, Rohr, Schnersheim, Wintzenheim-Kochersberg és Zeinheim községekkel határos.

## Népesség
A település népessége az elmúlt években az alábbi módon változott:
| Lakosok száma | 1090 | 1089 | 1106 | 1085 | 1095 | 1088 | 1081 | 1073 | 1065 |
|               | 2013 | 2015 | 2016 | 2017 | 2018 | 2019 | 2020 | 2021 | 2022 |